# Гутянське (пам'ятка природи)
Гутянське (словац. Hutianske) — пам'ятка природи в управлінні державної охорони природи Словацький Рай.
Знаходиться на кадастровій території міста Списька Нова Весь Кошицького краю. Територія оголошена в 1988 році на площі 2,5984 га. Охоронна зона не визначена.
Предметом охорони є: ПП оголошено для охорони рідкісних видів метеликів для науково-дослідних, освітніх та культурно-освітніх цілей. Це невелика територія з відносно великою вразливістю навіть у разі невеликих інтервенцій. Тут вперше знайдено метелика Scrobipalpa reiprichi Povolný, 1984.

## Зовнішні посилання
- Chránené územia, Štátna ochrana prírody Slovenskej republiky (словац.)